# Impossible (라이즈의 노래)
"Impossible"은 대한민국의 보이 밴드 라이즈의 노래이다. 2024년 4월 18일 SM 엔터테인먼트를 통해 발매되었고 카카오엔터테인먼트와 RCA 레코드를 통해 유통되었으며, 네 번째 싱글이자 그룹의 EP "RIIZING"의 세 번째 트랙으로 수록되었다.

## 배경 및 발매
2024년 3월 5일, SM은 라이즈가 5월에 Riizing Day 투어를 시작할 것이며, 2024년 4월에서 6월 사이에 새로운 싱글과 EP를 발매할 것이라고 발표했다.
2024년 4월 3일, SM은 라이즈가 2024년 6월에 첫 EP를 발매할 것이라고 발표했다. 또한 싱글 "Impossible"이 그룹의 네 번째 선공개 곡이 될 것이며 4월 18일에 발매될 예정이라고 발표했다. 4월 15일, SM은 포르투갈 리스본에서 촬영된 뮤직비디오 미리보기와 티저를 라이즈의 소셜 미디어 계정에 공개했다. 4월 18일, 싱글이 뮤직비디오와 함께 발매되었다.

## 구성
"Impossible"은 데이비드 윌슨, 제임스 아브라하트, 듀인 휘트모어 주니어가 작사 및 작곡했으며, 윌슨이 편곡을 맡고 작사 단체 XYXX의 황유빈이 한국어 가사를 썼다.
이리드미컬한 하우스 비트와 신비로운 신시사이저가 돋보이는 하우스 댄스 곡이다. 가사에는 모두가 불가능하다고 생각해도 같은 꿈을 향해 함께 나아가는 순간, 불가능이 가능으로 바뀌고 더 이상 불가능한 것은 없다는 메시지가 담겨 있다.

## 크레딧 및 참여 인원
EP의 라이너 노트에서 발췌한 크레딧이다.
스튜디오
- SM Big Shot Studio - 녹음, 믹스 엔지니어링
- SM Dorii Studio - 녹음
- SM Droplet Studio - 녹음
- 77F Studio / Imlay - 디지털 편집
- SM Blue Ocean Studio - 믹싱
- Sterling Sound – 마스터링

참여 인원
- SM 엔터테인먼트 – 이그제큐티브 프로듀서
- 장철혁 – 총괄 감독
- 라이즈 (음악 그룹) – 보컬
- 데이비드 윌슨 - 작사, 작곡, 편곡
- 제임스 아브라하트 - 작사, 작곡, 배경 보컬
- 듀인 휘트모어 주니어 - 작사, 작곡
- 황유빈 (XYXX) - 한국어 가사
- 영챈스 - 배경 보컬
- 이민규 - 녹음, 엔지니어링
- 김주현 - 녹음
- 정재원 - 녹음
- 우민정 - 디지털 편집

## 차트
| 차트 (2024)                 | 최고 순위 |
| --------------------------- | --------- |
| 글로벌 (미국 제외) (빌보드) | 135       |
| 일본 (재팬 핫 100)          | 66        |
| 일본 합산 싱글 (오리콘)     | 33        |
| 대한민국 (빌보드)           | 15        |
| 대한민국 (써클)             | 26        |

| 차트 (2024)     | 순위 |
| --------------- | ---- |
| 대한민국 (써클) | 40   |

| 차트 (2024)     | 순위 |
| --------------- | ---- |
| 대한민국 (써클) | 133  |

## 발매 역사
| 지역      | 날짜            | 형식                     | 레이블    |
| --------- | --------------- | ------------------------ | --------- |
| 여러 지역 | 2024년 4월 18일 | 디지털 다운로드 스트리밍 | SM 카카오 |